# Die Hausmeisterin
Die Hausmeisterin ist eine Fernsehserie, die vom Bayerischen Rundfunk produziert wurde. Zwischen 1987 und 1992 entstanden insgesamt 23 Episoden à 45 Minuten, die im Bayerischen Fernsehen und im Vorabendprogramm des Ersten in drei Staffeln ausgestrahlt wurden. Die Serie wurde in München und Kalamata in Griechenland gedreht.

## Handlung
Die 50-jährige Martha Haslbeck ist Hausmeisterin in einem Altbau-Mietshaus in der nördlichen Balanstraße 19 im Münchner Stadtteil Haidhausen. Ihr geschiedener Mann Josef, mit dem sie 25 Jahre lang verheiratet war, ist zwar wieder verheiratet, schätzt aber Küche und Gesellschaft seiner Ex-Gattin. Josefs neue Ehefrau Ilse ist eine erfolgreiche Bankkauffrau und hat oftmals große Probleme mit dem „Schlendrianleben“ ihres Mannes, der nur gelegentlich arbeitet und sonst das Leben eines Filous bevorzugt. Martha und Josefs gemeinsame Tochter Christa, eine gelernte Sprechstundenhilfe, die nach einigen Hindernissen einen jungen Sportlehrer heiratet, hat ihre eigenen Probleme, die sie nur zu gern mit ihrer Mutter in deren Wohnküche bespricht. Martha verliebt sich zu Beginn der Serie in den griechischstämmigen Schlosser Costa. Nachdem einige Vorurteile in ihrer Umgebung überwunden sind, ist ihre Partnerschaft akzeptiert. Als Martha ihren Nebenjob als Friseurin verliert, arbeitet sie fortan als Mitarbeiterin im Bürgerbüro ihres Stadtteils, wo sie mit großer Durchsetzungsfähigkeit agiert und ihrem Vorgesetzten aufzeigt, wie sie Bürgernähe und Bürokratie zu vereinen weiß; dabei bleiben ihr die Fürsorge für das Haus, ihre Familie und der gute Kontakt zu ihren Nachbarn wichtig. Martha versucht stets mit viel Herz, Verstand und Humor den Ansprüchen ihrer Umwelt gerecht zu werden, ohne sich dabei selber zu vergessen.

## Auszeichnungen
- Adolf-Grimme-Preis 1990: Adolf-Grimme-Preis mit Bronze für die 1. Folge: Ja, so ist halt’s Leben für Cornelia Zaglmann-Willinger (Autorin) sowie Veronika Fitz und Helmut Fischer (Darsteller)

## Veröffentlichung
Mittlerweile ist die Serie in einer Komplettbox mit sechs DVDs (1100 Minuten) bei der EuroVideo Medien GmbH erschienen.

## Trivia
Die Titelmelodie zur Serie wurde auch in der 135. Episode („Familie im Feuer“) der Krimiserie Derrick verwendet.

## Episodenliste
Quelle: wunschliste.de

### Staffel 1
| Nr. (ges.) | Nr. (St.) | Originaltitel                     | Erstausstrahlung D                        | Regie           | Drehbuch                                |
| ---------- | --------- | --------------------------------- | ----------------------------------------- | --------------- | --------------------------------------- |
| 1          | 1         | So ist halt’s Leben               | 19. November 1987 (Bayerisches Fernsehen) | Gabriela Zerhau | Cornelia Zaglmann-Willinger             |
| 2          | 2         | Alles was rund ist                | 26. November 1987 (Bayerisches Fernsehen) | Gabriela Zerhau | Cornelia Zaglmann-Willinger, Pia Arnold |
| 3          | 3         | Alles geht daneben                | 3. Dezember 1987 (Bayerisches Fernsehen)  | Gabriela Zerhau | Cornelia Zaglmann-Willinger, Pia Arnold |
| 4          | 4         | Rein wissenschaftlich, verstehst? | 10. Dezember 1987 (Bayerisches Fernsehen) | Gabriela Zerhau | Cornelia Zaglmann-Willinger, Pia Arnold |
| 5          | 5         | Hexe, bayerische                  | 17. Dezember 1987 (Bayerisches Fernsehen) | Gabriela Zerhau | Cornelia Zaglmann-Willinger, Pia Arnold |
| 6          | 6         | Alles beim Alten                  | 31. Dezember 1987 (Bayerisches Fernsehen) | Gabriela Zerhau | Cornelia Zaglmann-Willinger, Pia Arnold |

### Staffel 2
| Nr. (ges.) | Nr. (St.) | Originaltitel                                 | Erstausstrahlung D                       | Regie      | Drehbuch                    |
| ---------- | --------- | --------------------------------------------- | ---------------------------------------- | ---------- | --------------------------- |
| 7          | 1         | Die verzwickte Erbschaft                      | 3. Oktober 1989 (Bayerisches Fernsehen)  | Heide Pils | Cornelia Zaglmann-Willinger |
| 8          | 2         | Blumen für Isidor                             | 10. Oktober 1989 (Bayerisches Fernsehen) | Heide Pils | Cornelia Zaglmann-Willinger |
| 9          | 3         | Einmal im Leben ans Meer                      | 17. Oktober 1989 (Bayerisches Fernsehen) | Heide Pils | Cornelia Zaglmann-Willinger |
| 10         | 4         | Ich bin doch keine Touristin                  | 24. Oktober 1989 (Bayerisches Fernsehen) | Heide Pils | Cornelia Zaglmann-Willinger |
| 11         | 5         | Es wär’ alles so einfach                      | 31. Oktober 1989 (Bayerisches Fernsehen) | Heide Pils | Cornelia Zaglmann-Willinger |
| 12         | 6         | Mir geht’s gut, auch wenn’s mir schlecht geht | 7. November 1989 (Bayerisches Fernsehen) | Heide Pils | Cornelia Zaglmann-Willinger |

### Staffel 3
| Nr. (ges.) | Nr. (St.) | Originaltitel                             | Erstausstrahlung D            | Regie               | Drehbuch                    |
| ---------- | --------- | ----------------------------------------- | ----------------------------- | ------------------- | --------------------------- |
| 13         | 1         | Drunter und drüber                        | 10. Juni 1992 (Das Erste)     | Ute Albrecht-Lovell | Cornelia Zaglmann-Willinger |
| 14         | 2         | Das Leben ist hart...                     | 24. Juni 1992 (Das Erste)     | Ute Albrecht-Lovell | Cornelia Zaglmann-Willinger |
| 15         | 3         | Ganz der Papa                             | 1. Juli 1992 (Das Erste)      | Ute Albrecht-Lovell | Cornelia Zaglmann-Willinger |
| 16         | 4         | Zweiundfünfzig Olivenbäume                | 8. Juli 1992 (Das Erste)      | Ute Albrecht-Lovell | Cornelia Zaglmann-Willinger |
| 17         | 5         | Möglich ist alles...                      | 15. Juli 1992 (Das Erste)     | Ute Albrecht-Lovell | Cornelia Zaglmann-Willinger |
| 18         | 6         | Das Abschiedsgeschenk                     | 22. Juli 1992 (Das Erste)     | Kai Borsche         | Cornelia Zaglmann-Willinger |
| 19         | 7         | Nur Müll im Kopf                          | 5. August 1992 (Das Erste)    | Julian Pölsler      | Cornelia Zaglmann-Willinger |
| 20         | 8         | Eine amtliche Ordnung                     | 12. August 1992 (Das Erste)   | Julian Pölsler      | Cornelia Zaglmann-Willinger |
| 21         | 9         | Möchte wissen, zu was i Oma bin           | 19. August 1992 (Das Erste)   | Julian Pölsler      | Cornelia Zaglmann-Willinger |
| 22         | 10        | Ist das unser Besuch oder eurer           | 26. August 1992 (Das Erste)   | Julian Pölsler      | Cornelia Zaglmann-Willinger |
| 23         | 11        | Da glaub’ i, haben wir was falsch gemacht | 2. September 1992 (Das Erste) | Julian Pölsler      | Cornelia Zaglmann-Willinger |